# Nederlands Dans Theater

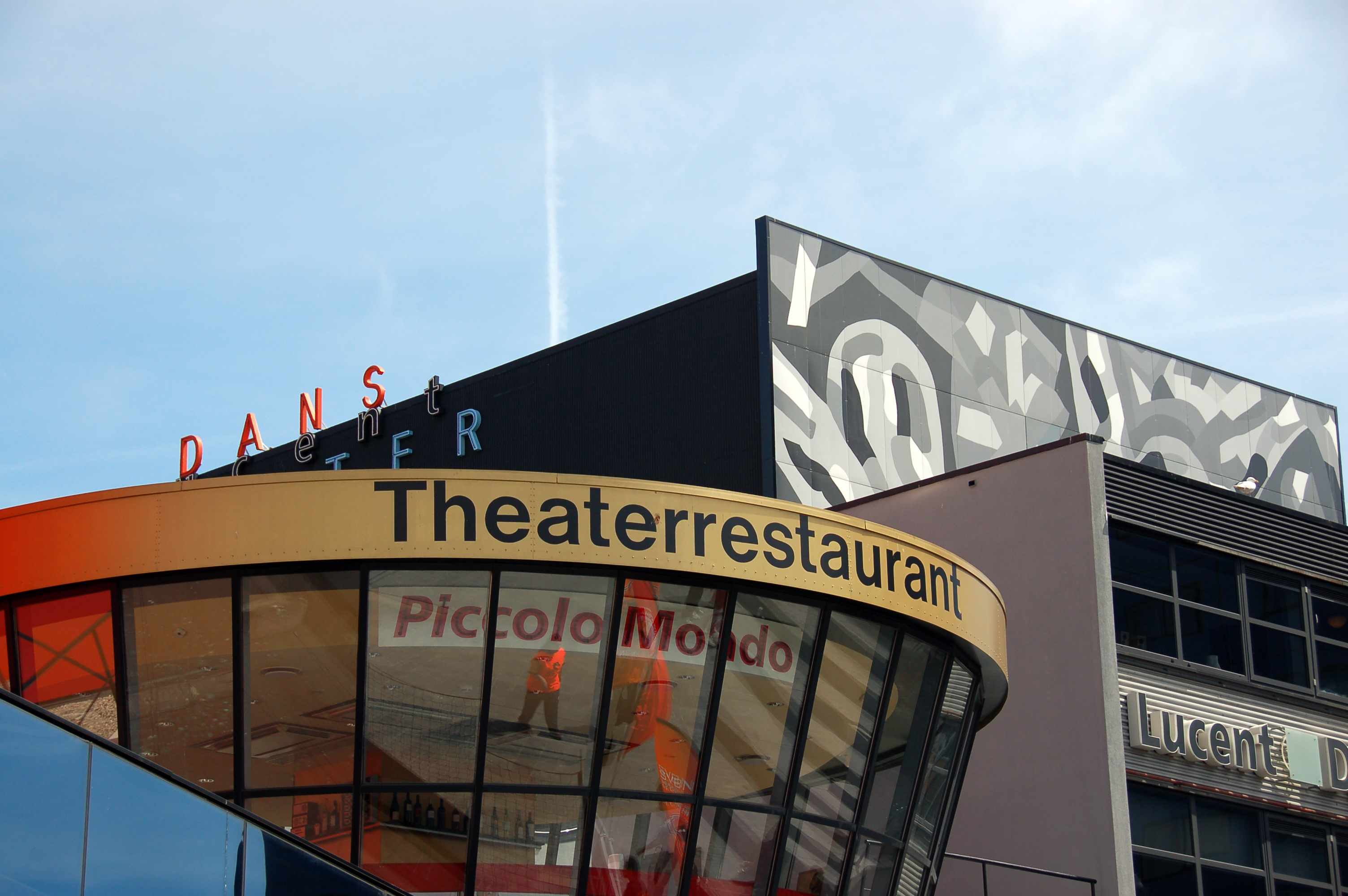
Lucent Danstheater

La Nederlands Dans Theater, NDT, és una companyia de dansa-teatre neerlandesa que va ser fundada l'any 1959 per Benjamin Harkarvy, Aart Verstegen i Carel Birnie, juntament amb divuit membres del Ballet Nacional d'Holanda. Des de 1987 està al Lucent Danstheater de La Haia, tot i que també actua a altres llocs dels Països Baixos, com el Het Muziektheater d'Amsterdam i el Stadsschouwburg de Nimega.
Actualment la NDT està formada per tres companyies: la NDT I va ser la que es va fundar en 1959, consta d'una trentena de ballarins de nivell solista que no tenen cap jerarquia entre ells; a partir de 1978 es va afegir, a més, la NDT II, una mena de companyia "jove" amb divuit membres de 17 a 22 anys; i des de 1991 es va afegir la NDT III, formada per ballarins de més de quaranta anys.
Els coreògrafs residents són Jiří Kylián i Lightfoot León (Paul Lightfoot i Sol León).